# جيسون جوردان
 ناثان أيفيرهارت  (بالإنجليزية: Jason Jordan)‏ ولد في (28 سبتمبر 1988) , مصارع أمريكي محترف , يصارع في الدبليو دبليو أي تحت اسم  جيسون جوردين  في عرض ان اكس تي , و قد كان يحلم بأن يصبح مصارع منذ أن كان طفلا و أول مباراة له عام 2014 خسر ضد عائلة وايت مع زميله ماركوس لويس

## روابط خارجية
- جيسون جوردان على موقع IMDb (الإنجليزية)
- جيسون جوردان على موقع قاعدة بيانات الفيلم (الإنجليزية)
- جيسون جوردان على موقع كينوبويسك (الروسية)
- جيسون جوردان على موقع دبليو دبليو إي (الإنجليزية)
- جيسون جوردان على موقع WrestlingData.com (الإنجليزية)
- جيسون جوردان على موقع CageMatch worker (الإنجليزية)
- جيسون جوردان على موقع قاعدة بيانات المصارعة على الإنترنت (الإنجليزية)
- جيسون جوردان على موقع عالم المصارعة على الإنترنت (الإنجليزية)
- جيسون جوردان على موقع عالم المصارعة على الإنترنت (الإنجليزية)